# Brian Shawe Taylor
Brian Newton Shawe-Taylor (Dublino, 28 gennaio 1915 – Dowdeswell, 1º maggio 1999) è stato un pilota automobilistico britannico.
La sua prima presenza fu al Gran Premio di Gran Bretagna 1950 in cui condivise l'auto con Joe Fry.

## Risultati

### Formula 1
| 1950 | Scuderia | Vettura |    |  |  |  |  |  |  |  | Punti | Pos. |
| ---- | -------- | ------- | -- |  |  |  |  |  |  |  | ----- | ---- |
| 1950 | Joe Fry  | 4CL     | 10 |  |  |  |  |  |  |  | 0     |      |

| 1951 | Scuderia                   | Vettura      |  |  |  |    |   |  |  |  | Punti | Pos. |
| ---- | -------------------------- | ------------ |  |  |  | -- | - |  |  |  | ----- | ---- |
| 1951 | Vanwall Brian Shawe-Taylor | 375 F1 ERA B |  |  |  | NP | 8 |  |  |  | 0     |      |

| Legenda | 1º posto     | 2º posto | 3º posto    | A punti         | Senza punti/Non class.  | Grassetto – Pole position Corsivo – Giro più veloce |
| Legenda | Squalificato | Ritirato | Non partito | Non qualificato | Solo prove/Terzo pilota | Grassetto – Pole position Corsivo – Giro più veloce |

### 24 Ore di Le Mans
| Anno | Classe | N° | Gomme | Vettura                               | Squadra      | Co-piloti        | Giri | Pos. Assol. | Pos. di Classe |
| ---- | ------ | -- | ----- | ------------------------------------- | ------------ | ---------------- | ---- | ----------- | -------------- |
| 1951 | S 3.0  | 25 | D     | Aston Martin DB2 Aston Martin 2.6L S6 | Aston Martin | George Abecassis | 255  | 5º          | 2º             |

### Gran Premi di automobilismo
| Anno | Squadra        | Costruttore | Vettura | 1     | 2   | 3   | 4   | 5   |
| ---- | -------------- | ----------- | ------- | ----- | --- | --- | --- | --- |
| 1949 | Pilota privato | ERA         | ERA B   | GBR 6 | BEL | SVI | FRA | ITA |

### Gare extra campionato
| Anno    | Vettura | 1      | 2      | 3     | 4       | 5     | 6     |
| ------- | ------- | ------ | ------ | ----- | ------- | ----- | ----- |
| 1949    | ERA     | JCC 11 | GOW 5  |       |         |       |       |
| 1950    | ERA     | RIC 3  | BET 4  | JRR 5 | ULR Rit | BRD 5 | GOW 5 |
| 1951    | ERA     | RIC 2  | BET NP | ULR 3 | GOW Rit |       |       |
| Legenda |         |        |        |       |         |       |       |